# 森川茉莉
森川 茉莉（もりかわ まつり、1994年1月31日 - ）は、日本のタレント、日本プロ麻雀協会23期後期、ライブアイドル、元グラビアアイドル。元人狼アイドルグループ「BABYWOLF（ベイビーウルフ）」メンバー。

## 経歴・人物
- 浜田翔子らが所属していたアイドルユニット・gra-DOLLの元メンバー。
- 第7回"ミスヤングチャンピオン"のグランプリに選ばれた[2]。
- 2019年9月29日に行われたラストイメージDVD『まつりのあと～竹本茉莉ファイナル』のイベントを以って、グラビアアイドルとしての活動を卒業した[3]。
- 2021年1月1日に竹本茉莉から森川茉莉へと改名したことを発表した[4]。
- 2024年2月をもって「BABYWOLF」を卒業。
- 2024年 日本プロ麻雀協会23期後期女流プロ合格[5]。
- 2025年1月 日本プロ麻雀協会正規プロ合格。

## 出演

### テレビ番組
- タレントによる朗読劇場～女子大生のあるある～（2016年3月、テレビ大阪)
- MATSUぼっち #2 「悶絶珍味」 （2016年4月、フジテレビ)

### 舞台
- アリスインプロジェクト「陰陽よろず屋 開業中![6]」月組（2016年2月24日 - 28日、	築地・ブディストホール） - 谷本さち 役
- アリスインプロジェクト「GIRLS TREK[7]」星組（2016年12月7日 - 11日、新宿・シアターブラッツ） - アイリス 役
- アサルトリリィ×私立ルドビコ女学院×人狼TLPT S「未来への十字架」（2018年2月8日 - 12日、新宿村LIVE） - 菊池・ゲルトルート・杏 役
- Theatre劇団子 2022冬公演「トキタ荘の冬」（2022年11月2日 - 6日、新宿シアターモリエール）[8]
- ヨビゴエ vol.1 舞台「異説・狂人日記」（2023年7月12日 - 16日、CBGKシブゲキ!!）[9]
- ぐりむの法則「再演・オウムノウシス」Cチーム（2024年5月9日 - 19日、赤坂RED/THEATER）[10]

### 映画
- 闇金リアルゲーム（2017年4月、NSW）[11]
- LADY NINJA ～青い影～（2018年1月、渋谷プロダクション） - OL 役[12][13]
- アイドル三國志BATTLE（2019年10月、オメガフィルム）‐ 美ノ山美玲 役[14]

## 作品

### DVD
- どきどきFesta（2016年2月19日、イーネット・フロンティア）
- まつりびより（2017年2月21日、イーネット・フロンティア）
- まつりのあと… どう、する？ （2018年8月31日、ファインクリエイト）
- Be sweaty （2018年11月22日、DIGITAL FRESH）[15]
- Calm the body（2019年4月18日、DIGITAL FRESH）
- まつりのあと～竹本茉莉ファイナル（2019年9月19日、DIGITAL FRESH）